# Blake Pieroni
Blake Pieroni (Crown Point, 15 novembre 1995) è un nuotatore statunitense.

## Palmarès
- Giochi olimpici

Rio de Janeiro 2016: oro nella 4x100m sl.
Tokyo 2020: oro nella 4x100m sl e nella 4x100m misti.
Parigi 2024: argento nella 4x200m sl.
- Mondiali

Budapest 2017: oro nella 4x100m sl nella 4x100m sl mista e bronzo nella 4x200m sl.
Gwangju 2019: oro nella 4x100m sl e nella 4x100m sl mista e bronzo nella 4x200m sl.
- Mondiali in vasca corta

Windsor 2016: argento nella 4x50m sl e nella 4x200m sl e bronzo nella 4x100m sl.
Hangzhou 2018: oro nei 200m sl, nella 4x100m sl e nella 4x100m misti.
- Campionati panpacifici

Tokyo 2018: oro nella 4x200m sl.
- Mondiali giovanili

Dubai 2013: bronzo nella 4x200m sl.

## International Swimming League
| Stagione 2019 | Stagione 2020  | Stagione 2021  |
| ------------- | -------------- | -------------- |
| LA Current    | Toronto Titans | Toronto Titans |